# Run-length limited
Run-length limited (RLL) je skup načina kodiranja binarnog niza znamenaka (bitova) drugim nizom, sa svrhom izbjegavanja situacija gdje postoje dugi nizovi uzastopnih istovjetnih bitova, koji bi u nekim fizičkim prikazima doveli do gubitka sinkronizacije između izvora signala i primatelja. RLL tipično pretpostavlja da će se fizička reprezentacija bitova raditi NRZI načinom, pa da je stoga potrebno ograničiti samo ponavljanja znamenke 0. RLL je općeniti naziv za skup kodiranja, a konkretno kodiranje je zadano s 4 parametra:
- prva dva parametra određuju omjer broja ulaznih i broja izlaznih bitova nastalih kodiranjem,
- treći (obično označen s d) označava najkraći broj uzastopnih znamenaka 0 koje se pojavljuju u kodiranom izlazu,
- četvrti (obično označen s k)  označava najdulji broj uzastopnih znamenaka 0 koje se pojavljuju u kodiranom izlazu.

Neka kodiranja poznata pod zasebnim imenom zapravo također spadaju u Run-length-limited skup kodiranja. Tako npr. kodiranje osam-na-četrnaest je zapravo RLL s parametrima (8/14, d=2, k=10).

## Vanjske poveznice
'Runlength-Limited Sequences', Proceedings IEEE, vol. 78, no. 11, pp. 1745-1759, Nov. 1990., Kees A. Schouhamer Immink 